# Diarmait mac Cerbaill

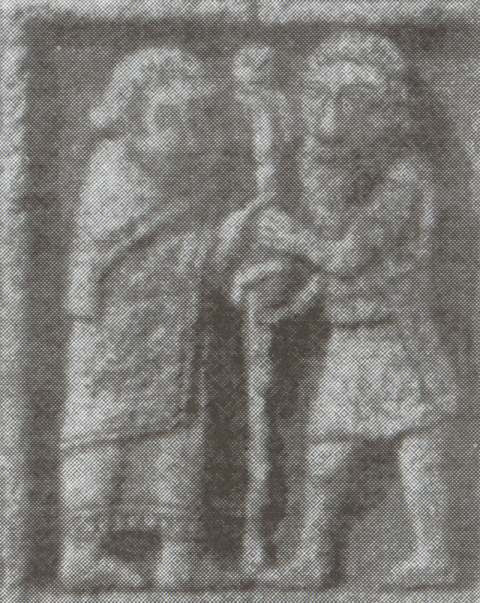
Escena de la cara del este de la Cruz de las Escrituras, Clonmacnoise. Las figuras probablemente representan a San Ciarán y Diarmait mac Cerbaill fundando Clonmacnoise: "Entonces Ciarán plantó la primera estaca, y Diarmait hijo de Cerball estaba junto a él. Dijo Ciarán a Diarmait cuando ponían la estaca, 'Deja, Oh guerrero, que tu mano esté sobre mi mano, y estarás en soberanía sobre los hombres de Irlanda.'"

Diarmait mac Cerbaill (asesinado ca. 565) fue Rey de Tara, considerado en algunas tradiciones como Rey Supremo de Irlanda. Según fuentes tradicionales, fue el último monarca en ser investido mediante rituales paganos de inauguración, conocidos como banféis o “matrimonio con la diosa de la tierra
Mientras muchas historias posteriores estaban referidas a Diarmait, fue un gobernante histórico y sus descendientes tuvieron una gran significancia en la Irlanda Medieval. No se debe confundir con Diarmait mac Cerbaill (Rey de Osraige), hijo de Cerball mac Dúnlainge.

## Fuentes

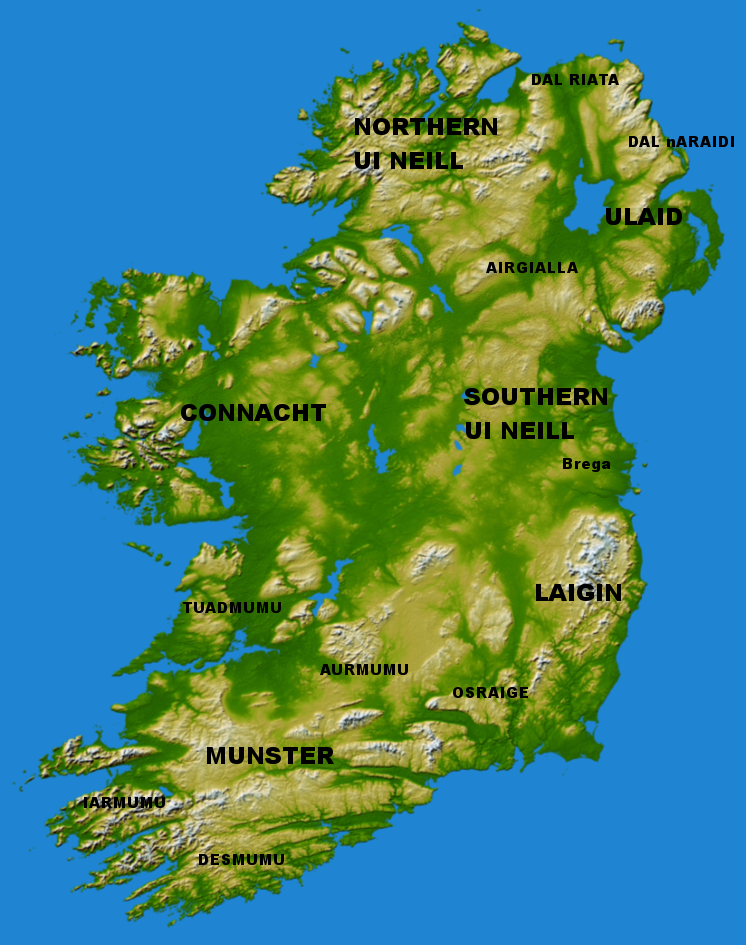
Irlanda en el siglo VI.

## Nietos de Neill, tribu de Conn
Según escritos posteriores, Diarmait era hijo de Fergus Cerrbél, hijo de Conall Cremthainne, hijo de Niall de los nueve rehenes. Como bisnieto de Niall, él y sus descendientes se contaban entre los Uí Néill. Los Uí Néill como tales, los "nietos de Niall", sólo pueden haber existido en el tiempo de los nietos de Niall, pero el uso común del término puede ser posterior aunque el término anterior moccu Chuinn está atestiguado en la época de Columba (muerto c. 597), un bisnieto Conall Gulban, hijo de Niall. Este término incorpora el gentilicio del irlandés primitivo moccu (masculino, el femenino sería dercu) indica afiliación a la tribu de Conn, presumiéndose Conn el de las Cien Batallas, una figura legendaria, o quizás un divinidad ehumerizada, reivindicado como el antepasado de los Connachta. Moccu fue más tarde a menudo malinterpretado por escritores posteriores, para los que los nombres gentilicios eran foráneos y los patronímicos habituales, como un compuesto de mac y ua —hijo del nieto de alguien— un error que probablemente ha provocado muchas confusiones genealógicas posteriores ya que miembros de la misma tribu eran convertidos en parientes de sangre.
En cuanto a la realidad, Byrne dice: "Los orígenes inmediatos de Diarmait son oscuros y pueden despertar alguna sospecha." Nota que Adomnán le llama Diarmait filius Cerbulis, hijo de Cerball, y no hijo de Fergus como lo harían las genealogías. Lo mismo es aplicable a otros materiales hagiográficos, que muestran a Diarmait como hijo de un, por otro lado, desconocido Cerball. También probablemente levanta sospechas sobre la genealogía real de Diarmait el hecho de que a diferencia de la mayoría de Uí Néill, que trazan su descendencia de y son nombrados por hijos de Niall, los descendientes de Diarmait fueron nombrados por sus hijos.

## Reinado
Los Anales de Tigernach registran que Diarmait celebró el Festín de Tara, su entronización como rey, en 558 o 560. El rey anterior de Tara, según las listas más antiguas, fue Óengarb, un epíteto que significa "extremadamente áspero", que se presume se refería al pariente de Diarmait, Túathal Máelgarb. Lo que siguió fue "un sorprendentemente poco propicio reinado para un rey tan famoso".
Diarmait fue derrotado en la Batalla de Cúl Dreimhne (cerca de Ben Bulben en Sligo) en 560 o 561. Esta fue la denominada "Batalla del Libro", presuntamente el resultado del juicio de Diarmait sobre una disputa entre Columba y Finnian de Moville. Se dice que este había copiado en secreto un libro que pertenecía a Finnian, y el asunto de la propiedad de la copia había llegado para ser resuelto a Diarmait, quién falló en favor de Finnian, diciendo "a cada vaca su ternera y a cada libro su copia." Columba buscó entonces apoyo entre sus parientes Cenél Conaill y Cenél nEógain que fueron a la guerra contra Diarmait. Esta es una tradición posterior, y los anales dicen que la batalla tuvo su origen en la muerte por Diarmait de Diarmait de Curnán, hijo de Áed mac Echach (f. 575), el rey de Connacht que estaba bajo la protección de Columba.
Tras esta derrota, Diarmait perdió la batalla de Cúil Uinsen contra Áed mac Brénainn, rey de Tethbae en Leinster. Diarmait no jugó ningún papel en la gran victoria de los Uí Néill sobre los Cruthin en Móin Daire Lothair en 563. Fue asesinado en 565, probablemente en Ráith Bec en Mag Lyne (Moylinny, cerca de Larne) en Úlster por Áed Dub mac Suibni, rey de los Cruthin.
Según los historiadores irlandeses posteriores, Diarmait fue sucedido como rey de Tara por Domnall Ilchegalch y Forguss, hijos de Muirchertach mac Ercae, de Cenél nEógain. Fuentes más contemporáneas sugieren que el reinado de Tara desapareció en los años que siguen a la muerte de Diarmait, y que no sería hasta el tiempo de Domnall mac Áedo, o quizás de Fiachnae mac Báetáin, cuando volvió a haber un Rey Supremo en Irlanda.

## Santos y Druidas
Adomnán de Iona, escribiendo menos de 150 años después de la muerte de Diarmait, le describe como "ordenado por la voluntad de Dios como rey de toda Irlanda." Dado que los anales dicen que Diarmait celebró el Festín de Tara, la ceremonia de entronización pagana, las palabras de Adomnán reflejan su visión del reinado más que la realidad de la vida de Diarmait. La mayoría de tradiciones retratan a Diarmait en conflicto con santos y hombres de iglesia, especialmente Columba.

## Descendientes
- Síl nÁedo Sláine De Áed Sláine
- Clann Cholmáin De Colmán Már
- Caílle Follamain De Colmán Bec